# Chionaema pura
Chionaema pura är en fjärilsart som beskrevs av Van Eecke 1929. Chionaema pura ingår i släktet Chionaema och familjen björnspinnare. Inga underarter finns listade i Catalogue of Life.